# Alexis Latendorf
Abel Alexis Latendorf (Buenos Aires, 30 de abril de 1928 - Buenos Aires, 3 de junio de 2007) fue un político argentino.

## Historia

### Afiliación al PS
En 1951 se afilió al Partido Socialista y un año después fue designado secretario de Relaciones internacionales de la Federación Universitaria Argentina. En 1959, cuando triunfó la Revolución Cubana, fue uno de los militantes del PS que se diferenció de línea partidaria y abrazó la causa revolucionaria. 

### Nacimiento del PSAV y acercamiento a la izquierda latinoamericana
Fue uno de los dirigentes juveniles y fundadores del Partido Socialista Argentino de Vanguardia, organización partidaria cercana a la izquierda de América Latina, especialmente del fidelismo y guevarismo. 
Este partido de tendencia socialista se diferenciaba de los principales partidos socialistas argentinos como el PSA y el PSD.

### Participación en la Conferencia Tricontinental
En 1966 viajó a La Habana para participar de la Conferencia Tricontinental junto con representantes de Asia, África y América Latina.

### Representante de la FUA ante la FEUU
Representó a la Federación Universitaria Argentina ante la FEUU uruguaya y en los años 70 colaboró con decenas exiliados en Buenos Aires y sus organizaciones democráticas.[cita requerida]

### Carrera como profesor
Se desempeñó en su cargo de Profesor titular de Auditoría en la Universidad de Buenos Aires hasta que la dictadura militar surgida en 1976 decide apartarlo por cuestiones políticas. 

### Legislador porteño (2000-2003) y juicio político
Durante los años 2000 y 2003 actuó como diputado por el Partido Socialista Auténtico en la Legislatura de la Ciudad Autónoma de Buenos Aires. A fines del año 2000, se separa del PSA y forma un bloque unipersonal llamado "Piquete Socialista".